# Beta Berk Bayındır
Beta Berk Bayındır (bürgerlich Berk Bayındır, * 9. September 1989 in Istanbul; † 25. April 2022 in Gültepe), besser bekannt als Beta, war ein türkischer Rapper und Songwriter.

## Leben und Karriere
Bayındır studierte Schauspiel an der Theaterabteilung der Kadir Has Üniversitesi. Er spielte in den Fernsehserien Krem und Paramparça mit. Er interessierte sich von Jugend an für Rap. 2004 veröffentlichte er sein erstes Album A2BT. Im Jahr 2005 veröffentlichte er seine Werke 250, Çürük Yarınlar von Cümle Alem. In diesen Jahren begann er auch auf der Bühne aufzutreten. 2006 nahm er zusammen mit Batuğ an der Gruppe Antisistem teil. Mit dem Album Pişti im Jahr 2008 wurde er bekannter.
Bis 2016 war Bayındır mit Tracks wie Ebenin A*ı und Dolunay populär geworden. Im Jahr 2016 begann er mit dem Musiklabel Epidemic zu arbeiten, das dem Rapperfreund Server Uraz gehört, und schuf ein 22 Track Compilation Album namens Best of Beta. Im Jahr 2019 veröffentlichte er eine Single mit dem Titel Thirty unter dem Label Epidemic und sein Musikvideo erhielt viele Aufrufe.

## Tod
Am 25. April 2022 stürzte er aus dem 8. Stock seines Wohnhauses und starb am selben Tag. 
Beta Berk Bayındır wurde 32 Jahre alt. Sein Leichnam wurde auf dem Zincirlikuyu Mezarlığı beigesetzt.

## Filmografie (Auswahl)
- 2012: Krem (Fernsehserie, 24 Episoden)

## Diskografie
(Quelle: )

### Alben
- 2004: A2BT
- 2005: Cümle alem
- 2006: Manik Depresif (feat. Batuğ)
- 2006: Sistem Yalakaları (feat. Deniz Gürzumar und Batuğ)
- 2007: Hesap mı?
- 2008: Deşifre
- 2008: Pişti
- 2008: Beton (feat. Pit10)
- 2009: Dokuz
- 2010: Bu işte Bir Terslik Var (feat. Pit10)
- 2011: Kulak Kabartma Tozu
- 2011: Kulak
- 2013: Deli-Dahi
- 2014: Kroşe
- 2016: Best of Beta
- 2024: ANKA

### Singles
- 2019: Otuz